# Ортманс, Рене
Рене Ортманс (фр. René Ortmans; 4 января 1863, Фонтенбло — 16 марта 1949, Джеррардс-Кросс, Бакингемшир, Великобритания) — французский скрипач, композитор и дирижёр. Сын художника Франсуа Огюста Ортманса.
Начал учиться игре на скрипке у Винченцо Сигичелли, с 1878 г. занимался у Огюстена Лефора, затем окончил Парижскую консерваторию (1884), ученик Жан-Пьера Морена. В дальнейшем совершенствовал своё мастерство под руководством Эжена Изаи. Ещё студентом начал играть в Оркестре Падлу, в 1887 году дирижировал оркестром на похоронах самого Жюля Падлу.
Бо́льшую часть жизни работал в Англии, c 1890 г. преподавал в Королевской академии музыки, руководил студенческим оркестром. Как исполнитель впервые познакомил лондонскую аудиторию со скрипичной сонатой (1893) и струнным квартетом (1897) Сезара Франка. Позднее выступал с собственным оркестром; Эзра Паунд в уничтожающем отзыве об одном из выступлений Ортманса-дирижёра в 1918 году писал, что своим невнятным дирижированием тот ничего не оставил от Моцарта, заставив его звучать так, словно эта музыка написана в 1860-е годы.
Автор ряда сочинений для скрипки и фортепиано; по воспоминаниям Альфреда Маршо, премьеру одного из них в 1901 году исполнил Изаи, однако перед этим практически полностью переписал пьесу.
Ортмансу посвящён скрипичный концерт Виллема тен Хаве (1895).